# Molophilus directidens
Molophilus directidens là một loài ruồi trong họ Limoniidae. Chúng phân bố ở miền Cổ bắc.